# Georges-Ernest-Maurice de Riquet de Caraman
Pour les autres membres de la famille, voir Famille Riquet.
Georges-Ernest-Maurice de Riquet, duc de Caraman (10 avril 1845 à Paris - 28 septembre 1931 à Orsay), est un homme politique français.

## Biographie
Fils de Victor Antoine Charles de Riquet de Caraman et de Louise Victurnienne de Berton de Balbes de Crillon, il est le petit-fils de Marie Gérard Louis Félix Rodrigue Des Balbes de Berton de Crillon et l'arrière petit-fils de Louis Charles Victor de Riquet de Caraman.
Il suivit l'exemple de son père et rentra dans la diplomatie.
Il épousa le 14 mai 1870 à Paris (8e arrondissement) Marie Adèle Henriette Arrighi de Casanova de Padoue (11 septembre 1849 - château de Ris-Orangis + 19 décembre 1929 - Paris (8 arrondissementt)), fille d'Ernest Louis Henri Hyacinthe Arrighi de Casanova et de Elise Françoise Joséphine Honnorez (20 février 1824 - Mons + 1er septembre 1876 - Courson-Monteloup) dont il déclara le décès. Il est alors "ancien attaché d'ambassade", "domicilié et demeurant au château de Courson".
Conseiller général du canton de Limours depuis 1880 et maire de Saint-Jean-de-Beauregard depuis 1884, où il était propriétaire, il fut député de Seine-et-Oise de 1901 à 1906.

## Descendance et liens familiaux
De son mariage avec Marie Adèle Henriette Arrighi de Casanova est né : 
- Ernest Félix Joseph de Caraman, capitaine d'artillerie. Ce dernier épousa en l'église Saint-Pierre de Chaillot le 3 mai 1909 Hélène de Ganay, fille du comte Jacques André de Ganay et de la comtesse, née Jeanne Albertine Marie Le Marois, petite-fille, du côté paternel, d'Anne Etienne, marquis de Ganay, et de la marquise, née Emilie Ridgway et, du côté maternel, de Jean Polydore Le Marois, officier de cavalerie, député de la Manche, et de Marie Mathilde Landon de Longeville. 

## Sources
- « Georges-Ernest-Maurice de Riquet de Caraman », dans le Dictionnaire des parlementaires français (1889-1940), sous la direction de Jean Jolly, PUF, 1960 [détail de l’édition]
- La France illustrée du 29 mai 1909 (page 320 du n°1800).